# كان إيشي
كان إيشي (باليابانية: 石井歓؛ بالكانا: いしい かん) هو ملحن ياباني، ولد في 30 مارس 1921 في طوكيو في اليابان، وتوفي في 24 نوفمبر 2009 في يوكوهاما في اليابان بسبب ذات الرئة.

## وصلات خارجية
- كان إيشي على موقع IMDb (الإنجليزية)
- كان إيشي على موقع ميوزك برينز (الإنجليزية)
- كان إيشي على موقع ديسكوغز (الإنجليزية)
- كان إيشي على موقع قاعدة بيانات الفيلم (الإنجليزية)